# Cortacircuitos (finanzas)
Un cortacircuitos, conocido en inglés como circuit breaker, es un instrumento financiero de protección implementado en los mercados financieros para interrumpir temporalmente la negociación de valores cuando se producen fluctuaciones extremas en los precios. El objetivo principal de este sistema es frenar la volatilidad excesiva, prevenir caídas drásticas y evitar el pánico entre los inversores, permitiendo así una evaluación más racional de la situación del mercado.
También son conocidos como disyuntores automáticos o interruptores automáticos.

## Mecanismo
Los cortacircuitos se activan automáticamente cuando los índices bursátiles o los precios de ciertos valores alcanzan umbrales predefinidos de variación negativa en relación con el cierre del día anterior. Al alcanzarse estos niveles, la negociación se detiene durante un período determinado, ofreciendo a los participantes del mercado tiempo para asimilar la información y tomar decisiones informadas.
Por ejemplo, la Comisión de Bolsa y Valores de Estados Unidos (SEC) detalla los umbrales que activan los cortacircuitos en el mercado estadounidense:
- Nivel 1: una caída del 7% en el índice S&P 500.
- Nivel 2: una caída del 13% en el mismo índice.

- Nivel 3: una caída del 20%.

Los niveles 1 y 2 resultan en una pausa de negociación de 15 minutos si ocurren antes de las 3:25 p.m. ET, mientras que el nivel 3 detiene la negociación por el resto del día.
En el contexto japonés, el Japan Exchange Group (JPX) explica que el cortacircuitos se aplica para detener temporalmente la negociación cuando el mercado es excesivamente volátil, permitiendo a los inversores calmarse y evaluar la situación.

## Implementación

### Estados Unidos
Tras el Lunes Negro de 1987, la Bolsa de Valores de Nueva York (NYSE) introdujo cortacircuitos para mitigar la volatilidad y las ventas masivas por pánico. Estos mecanismos se activan cuando el índice S&P 500 cae un 7%, 13% o 20% en comparación con el cierre del día anterior, resultando en pausas de negociación de 15 minutos o el resto del día, dependiendo del nivel alcanzado.

### Japón
En el mercado japonés, los cortacircuitos se activan cuando los futuros del Nikkei 225 experimentan fluctuaciones superiores al 8%, lo que provoca una interrupción de la negociación durante 10 minutos.

### Brasil
La B3, bolsa de valores brasileña, implementa cortacircuitos cuando el índice Ibovespa cae un 10% en relación con el cierre anterior, deteniendo las operaciones por 30 minutos. Si la caída alcanza el 15%, la interrupción es de una hora, y al 20%, la suspensión es definida por la B3 y comunicada al mercado.

## Efectividad
El propósito de los cortacircuitos en los mercados financieros es interrumpir las operaciones para otorgar a los inversores el tiempo necesario para reflexionar y asimilar la nueva información. Sin embargo, diversas teorías probadas han demostrado que el volumen de transacciones tiende a aumentar a medida que los precios se acercan a los umbrales que activan estos mecanismos. Además, el comercio posterior a una pausa puede generar condiciones de mercado aún más volátiles.

### Efecto imán
El Journal of Financial Markets ha publicado estudios sobre el uso de los cortacircuitos y su impacto en la actividad del mercado. Los investigadores han desarrollado lo que se conoce como el "efecto imán". Según esta teoría, a medida que los niveles del mercado se acercan a los umbrales de los cortacircuitos, la situación tiende a intensificarse, ya que los operadores aumentan el volumen de transacciones al vender acciones por temor a quedar atrapados en sus posiciones en caso de que se interrumpa la negociación.
Se considera que existió un sesgo institucional hacia los cortacircuitos, ya que los grandes bancos, fondos de cobertura e incluso algunos fondos de pensiones disponían de operadores en el piso de la Bolsa de Nueva York (NYSE) que podían continuar negociando mientras los mercados estaban cerrados para el inversor promedio. Este argumento está perdiendo relevancia con el tiempo, ya que el uso de operadores en el piso disminuye y la mayoría de las transacciones se realizan mediante algoritmos generados por computadoras.

### Descubrimiento de precios
El descubrimiento de precios en relación con las acciones es el proceso mediante el cual se determina el valor de mercado de un valor, a través del acuerdo entre compradores y vendedores sobre un precio que consideran adecuado para realizar una transacción. En la Bolsa de Nueva York, no es raro que se negocien más de 1,5 billones de dólares en acciones en un solo día. Debido al elevado volumen de transacciones diarias, los operadores experimentados y el uso de algoritmos en el comercio automatizado realizan operaciones basadas en pequeños aumentos y disminuciones de precio, así como en cambios sutiles en el diferencial entre las ofertas de compra y venta.
Cuando se detienen las operaciones durante un periodo, el flujo de información se reduce por la falta de actividad en el mercado, lo que genera spreads de compra-venta más amplios de lo normal y ralentiza el proceso de descubrimiento de precios. Cuando se producen paradas de negociación específicas de una acción para permitir la difusión de comunicados de prensa, el mercado debe realizar rápidamente una evaluación de cómo la nueva información afecta el valor del activo subyacente, lo que provoca un volumen de operaciones y una volatilidad anormales.